# Ceriantipataris
Els ceriantipataris (Ceriantipatharia) és una antiga subclasse de cnidaris antozous que reunia els ceriantaris i els antipataris, pel fet de tenir septes imparells. Tenen una corona de tentacles no pinnats i en nombre múltiple de sis.
Els moderns estudis de filogènia molecular mostren que ambdós grups no estan directamente relacionats, com es por veure en el cladograma següent:
|  | Actiniaria       |
|  |                  |
|  | Antipatharia     |
|  |                  |
|  | Corallimorpharia |
|  |                  |
|  | Scleractinia     |
|  |                  |
|  | Zoantharia       |
|  |                  |

|  | Alcyonacea   |
|  |              |
|  | Helioporacea |
|  |              |
|  | Pennatulacea |
|  |              |

|  | Penicillaria |
|  |              |
|  | Spirularia   |
|  |              |

|  | Actiniaria       |
|  |                  |
|  | Antipatharia     |
|  |                  |
|  | Corallimorpharia |
|  |                  |
|  | Scleractinia     |
|  |                  |
|  | Zoantharia       |
|  |                  |

|  | Alcyonacea   |
|  |              |
|  | Helioporacea |
|  |              |
|  | Pennatulacea |
|  |              |

|  | Penicillaria |
|  |              |
|  | Spirularia   |
|  |              |